# Aso (gora)
Gora Aso (阿蘇山, Aso-san), znana tudi kot ognjenik Aso in je v tem smislu največji aktivni vulkan na Japonskem in je med največjimi na svetu. Običajna uporaba se pogosto nanaša le na vulkanski stožec v središču kaldere Aso. Stoji v narodnem parku Aso Kudžū v prefekturi Kumamoto na otoku Kjušu. Njegov najvišji vrh je Takadake, z višino 1592 metrov. Gora Aso je v precej veliki kalderi (25 kilometrov sever-jug in 18 km vzhod-zahod) z obsegom približno 120 km, čeprav viri razlikujejo glede natančne razdalje.

## Geografija
Osrednjo skupino stožcev Aso sestavlja pet vrhov, ki se pogosto imenujejo Pet gora Aso (阿蘇五岳): gora Neko, gora Taka (imenovana tudi Takadake ali Taka-Dake), gora Naka (imenovana tudi Nakadake oz. Naka-Dake), gora Eboši in gora Kišima (imenovana tudi Kišimadake ali Kišima-Dake). Najvišja točka je vrh gore Taka s 1592 m nadmorske višine. V kraterju gore Naka, katerega zahodna stran je dostopna po cesti, je aktiven vulkan, ki nenehno oddaja dim in ima občasne izbruhe. Samo najsevernejši krater (prvi krater) je bil aktiven zadnjih 70 let – 1974, 1979, 1984–1985, 1989–1991, 2009, 2011, 2015, 2016 in 2021.
Sedanja kaldera Aso je nastala kot posledica štirih ogromnih izbruhov kaldere, ki so se zgodili v razponu od 90.000 do 300.000 let v preteklosti. Kaldera, ena največjih na svetu, vsebuje mesto Aso ter Takamori in Minamiaso, ki obdajata kaldero, ki se razteza približno 18 km od vzhoda proti zahodu in približno 25 km od severa proti jugu. Razgledne točke iz stožcev, ki gledajo na kaldero, so na lavi, ki je nastala pred vulkansko aktivnostjo, ki je ustvarila sedanjo kaldero. Izbruhi velikega izbruha kaldere pred 90.800 leti pokrivajo več kot 600 km³ in so približno enaki prostornini gore Fudži; s planoto piroklastičnega toka, ki je pokrivala pomemben del Kjušuja.
Vulkanski pepel iz gora Aso in Kudžū ima ključno vlogo pri ohranjanju in obnavljanju plimovanja morja Ariake, ki je med največjimi na Japonskem. Več območij je bilo označenih kot ramsarska območja. Pepel se prenaša iz vulkanov na obalo po reki Čikugo, ki izvira prav tako na Asu.

## Zgodovina
Izbruh, ki je oblikoval sedanji stožec, se je zgodil pred približno 300.000 leti. Štirje obsežni izbruhi (Aso 1 – 4) so se zgodili v obdobju, ki je trajalo od 300.000 do 90.000 let v predeklosti. Ker so bile iz vulkanske komore izpuščene velike količine piroklastičnega toka in vulkanskega pepela, je ob zrušitvi komore nastala ogromna depresija (kaldera). Četrti izbruh (Aso 4) je bil največji, z vulkanskim pepelom, ki je prekril celotno regijo Kjušu in se razširil celo na prefekturo Jamaguči.
Gore Taka, Naka, Eboši in Kišima so stožci so nastale po četrtem zgoraj omenjenem ogromnem izbruhu kaldere. Gora Naka je še danes aktivna. Asova nahajališča piroklastičnega toka (zvarjeni tuf) so bila uporabljena za gradnjo mostov v regiji. V prefekturi Kumamoto je približno 320 obokanih kamnitih mostov, vključno z mostovoma Cudžun-kjo in Reitai-kjo na reki Midorikava, ki sta pomembni nacionalni kulturni dobrini.
Nov izbruh se je začel ob 11.43 20. oktobra 2021.

## Podnebje
Z nadmorsko višino 1143 metrov ima gora Aso podnebje, ki je vlažno celinsko (Köppnova podnebna klasifikacija Dfb), s toplimi poletji in mrzlimi zimami. Padavin je veliko skozi vse leto, zaradi česar ima območje tudi mejne subtropske značilnosti. Še posebej močne so junija in julija, kjer je vsak mesec padlo več kot 500 milimetrov dežja.

## Narodni park
Gora je ključna značilnost, ki je prispevala k prvotnemu narodnemu parku Aso. Spektakularne znamenitosti, kot je sezonsko cvetenje Rhododendron kiusianum na pobočjih Takadake, odražajo pomembne zaščitene botanične ekosisteme.

## Turizem
Aso je že od nekdaj veljal za sveto mesto. Postala je gora za urjenje in čaščenje. Pred obdobjem Meidži je iz Baučuja, blizu sedanje postaje Aso, potekala samo ena pohodniška pot.
Tujci so prvič obiskali goro Aso v obdobju Meidži zaradi turizma in raziskovanja. Nova pohodniška pot z juga gore je postala znana. Ker je bilo domačih obiskovalcev vedno več.
V obdobju Taišō se je odprla linija Mijadži. Vsako leto je bilo več kot 100.000 obiskovalcev. Leta 1934 je bilo območje ustanovljeno kot narodni park Aso.
Ob vznožju gore so tudi različni kampi. Obstajajo tudi helikopterske ture in kolesarske ture.

### Žičnica
Sistem žičnic Mount Aso Ropeway je bil odprt 10. aprila 1958, da bi omogočil dostop do gore. Sistem je zadnjič deloval avgusta 2014, nato pa se je zaprl zaradi višje stopnje alarma zaradi vulkanov. Leta 2015, 2016 sta sistem poškodovala vulkanski pepel in potres. Popolnoma so jo razstavili leta 2019. Od februarja 2018 avtobusi vozijo od prvotne postaje, zdaj terminala Mount Aso, do roba kraterja.

### Onsen
Ker je Mount Aso vulkan, je veliko onsen vročih vrelcev, kot so Učinomaki, Asoakamizu, Kurokava.

## Pohodništvo
Gora Aso ima številne pohodniške poti, ki vodijo do zanimivih vrhov in gora okoli kraterja. Pot Nakadake vas bo popeljala do najvišjega vrha, ki je del aktivnega kraterja in se pogosto zapre, ko je vulkanski plin ali vulkanska aktivnost previsoka. Druge okoliške poti ponujajo prijeten teren in edinstvene razglede na travnike, krater Aso in majhen stožčasti vrh, imenovan Komezuka. Skoraj vse poti (razen Nekodake) so dostopne z avtobusne postaje pri muzeju.

## V popularni kulturi
V kaidžu filmih Iširōja Honde je gora Aso dom velikanskega bitja pteranodona Rodana. V Rodanu bitje in njegov partner poginejo v izbruhu vulkana.
Gora Aso služi kot navdih za goro Chimney v Pokémon Ruby in Sapphire, Pokémon Emerald in predelavi Pokémon Omega Ruby in Alpha Sapphire.
V mangi Magical Girl Spec-Ops Asuka avtorjev Makoto Fukami in Seigo Tokiya se zadnja bitka distonske vojne, ki se je zgodila 3 leta pred dogodki v seriji, odvija na gori Aso.
V filmu katastrofe tokusacu iz leta 2006 Potopitev Japonske, ki ga je režiral Shinji Higuchi, gora Aso izbruhne, ko jo preleti letalo z japonskim premierjem, ki ubije vse na krovu in uniči bližnje mesto Kumamoto.